# Roland Dalhäuser
Roland Dalhäuser (* 12. April 1958 in Birsfelden, Kanton Basel-Landschaft) ist ein ehemaliger Schweizer Leichtathlet, spezialisiert auf die Disziplin Hochsprung. Er war Halleneuropameister 1981, im selben Jahr wurde er zum Schweizer Sportler des Jahres gewählt. Er hielt von 1981 bis am 8. Mai 2021 den Schweizer Rekord.
Der gelernte Werkzeugmacher bildete sich später im kaufmännischen Bereich weiter und leitet heute ein Alters- und Pflegeheim. Dalhäuser ist verheiratet mit Sonja Dalhäuser und hat drei erwachsene Kinder.

## Erfolge
- 1979: Schweizer Meister
- 1980: Schweizer Meister; 5. Rang Olympische Spiele
- 1981: Halleneuropameister
- 1982: Schweizer Meister; 3. Rang Halleneuropameisterschaften
- 1983: Schweizer Meister
- 1984: Schweizer Meister; 3. Rang Halleneuropameisterschaften
- 1985: Schweizer Meister
- 1986: Schweizer Meister
- 1987: Schweizer Meister; 5. Rang Hallenweltmeisterschaften
- 1988: Schweizer Meister

## Persönliche Bestleistungen
- Hochsprung: 2,31 m, 7. Juni 1981 in Eberstadt, bis 8. Mai 2021 Schweizer Rekord
- Hochsprung indoor: 2,32 m, 6. März 1982 in Mailand, Schweizer Indoor Rekord